# Similipepsis takizawai
Similipepsis takizawai is een vlinder uit de familie wespvlinders (Sesiidae), onderfamilie Tinthiinae.
Similipepsis takizawai is voor het eerst wetenschappelijk beschreven door Arita & Špatenka in 1989. De soort komt voor in het Palearctisch gebied.